# Chalfatli
Chalfatli (arab. خلفتلي) – wieś w Syrii, w muhafazie Aleppo. W 2004 roku liczyła 261 mieszkańców.